# Muhàmmad al-Mahdí
Abu-l-Qàssim Muhàmmad ibn al-Hàssan ibn Alí al-Qàïm al-Hujja al-Mahdí (àrab: أبو القاسم محمد بن الحسن بن علي القائم الحجة المهدي, Abū l-Qāsim Muḥammad b. al-Ḥasan b. ʿAlī al-Qāʾim al-Ḥujja al-Mahdī), o simplement Muhàmmad al-Mahdí, fou el suposat dotzè i darrer imam xiïta imamita (874-940).
A la mort d'al-Hàssan al-Askarí el 874 la successió fou discutida. Entre onze i vint faccions tenien opinions diferents. Una part d'aquestes consideraven que ja no hi havia més imamat i no s'havia de designar cap successor. Un altre grup considerava que la legitimat s'havia trencat després del desè imam que havia designat successor el fill Muhàmmad i no al-Hàssan al-Askarí. Un tercer grup deia que el mateix al-Askarí era el mahdí i el qàïm. Un quart grup considerava que l'havia de succeir el seu germà petit Jàfar. I finalment un altre grup considerava que l'onzè imam havia deixat un fill pòstum com a successor (que hauria nascut entre 869 i 875). Aquesta darrera fou la posició oficial adoptada. La mare d'aquest fill és anomenada a les fonts antigues Saykal, Sakil, Sawsan, Rayhana o fins i tot Màlika bint Yaixxu, una neta de l'emperador de l'Imperi Romà d'Orient. El naixement del fill hauria estat amagat per evitar les persecucions abbàssides i per la mateixa raó fou amagat l'infant a la mort del seu pare.
Un primer període d'ocultació (ghayba) en el qual l'imam va complir les tasques per mitjà de quatre representants successius, va anar seguit, a la mort del darrer representant (maig de 941), per un període de gran ocultació que havia de durar fins al final dels temps amb la seva reaparició com a mahdí. El seu nom estava prohibit i per això fou conegut pel títol d'al-Hujja, o Sàhib al-Amr (‘Senyor del Poder (diví)’) o Sàhib az-Zaman (‘Senyor del Temps’) o també al-Mahdí, però la tradició diu que el seu nom verdader era Abu-l-Qàssim Muhàmmad conegut com al-Qàïm, ‘el qui s'aixeca’. Alguns estudiosos apunten el fet que aquest fill no va existir mai i que per tant els dotze imams només foren onze, seguint una pràctica recurrent d'una suposada ocultació ja emprada abans; ara bé, aquesta possibilitat no és acceptada pels xiïtes imamites que creuen fermament en la seva existència.